# Saukkovaara (kulle i Lappland)
Saukkovaara är en kulle i Finland.   Den ligger i den ekonomiska regionen  Fjäll-Lappland  och landskapet Lappland, i den norra delen av landet, 800 km norr om huvudstaden Helsingfors. Toppen på Saukkovaara är 270 meter över havet.
Terrängen runt Saukkovaara är huvudsakligen platt.  Trakten runt Saukkovaara är nära nog obefolkad, med mindre än två invånare per kvadratkilometer. Det finns inga samhällen i närheten. 